# 明斯克號航空母艦
明斯克號航空母艦，為基輔級航空母艦（工程1143）之二號艦（工程1143.2），以前蘇聯白俄羅斯之首府明斯克命名。1978年至1993年先後服役於蘇聯太平洋艦隊和俄國太平洋艦隊。1995年出售予韓國。1998年被拖至中國大陸深圳作軍事主題公園。2013年，大连永嘉集团买下明斯克号航空母艦后，与南通苏通科技产业园签订航母旅游度假区投资协议。2016年4月，航艦被移往舟山進行艦體整修，5月5日停泊於江蘇南通，2024年8月16日甲板發生火災，導致艦橋垮塌。

## 艦艇設計

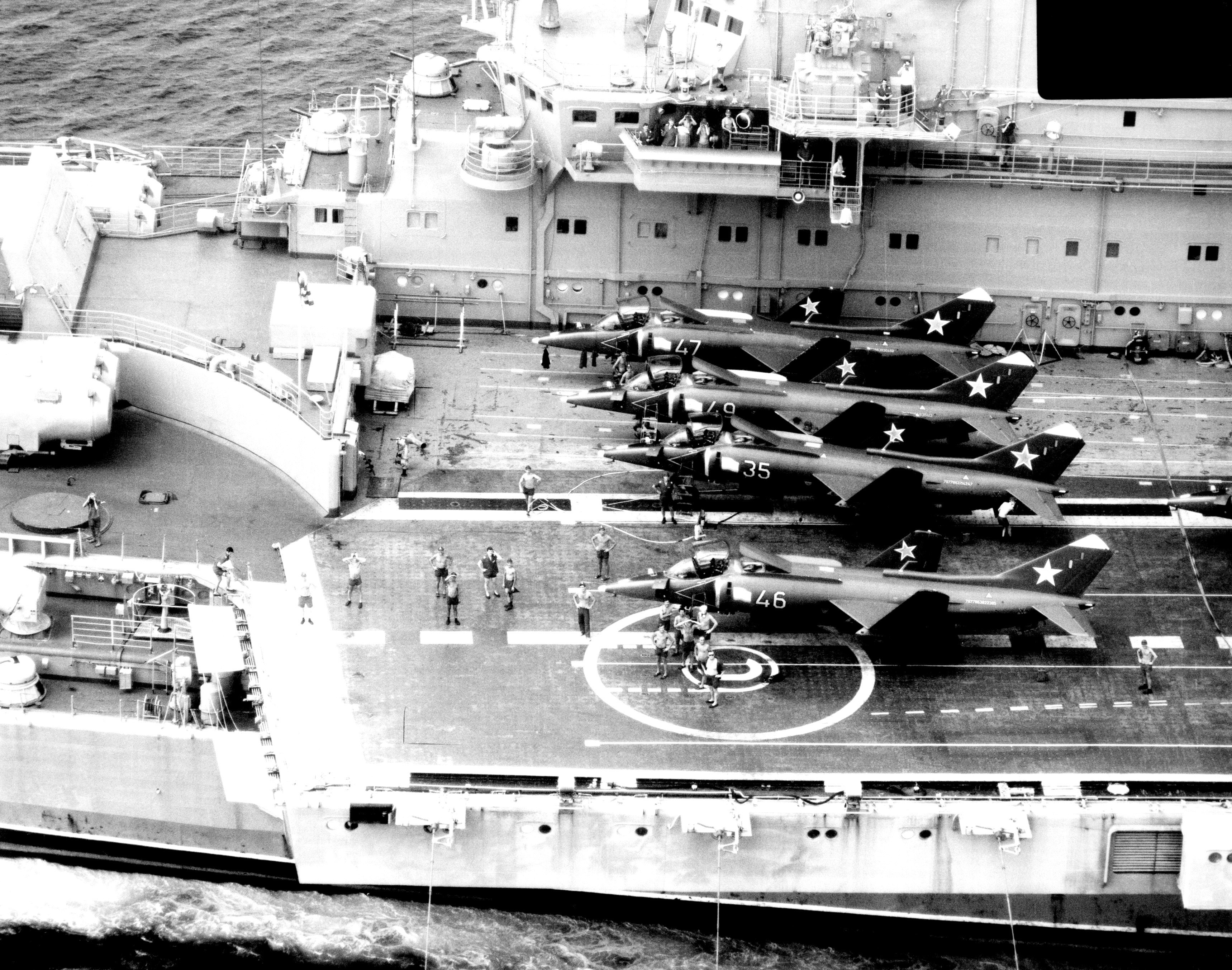
明斯克號艦上的雅克-38艦載機

該艦基本設計與同級艦基輔號一致，蘇聯給予該艦的定位依舊是「航空巡洋艦」，和基輔級的其它航艦一樣裝載有眾多巡洋艦級別的武裝負責對海面目標作戰，艦上飛機負責制空以及反潛作戰任務。
不過也因蘇聯海軍的這種作戰思路，本艦飛行甲板的面積相較於同噸位的其它國家的航艦而言嚴重偏小，並不能起降常規的噴射飛機而只能起降垂直起降、垂直起飛短距降落的噴射引擎飛機或直升飛機，像是雅克-38、雅克-141等垂直起降戰鬥機以及卡-25、卡-27等直升飛機。
實際服役中，由於雅克-38的可靠性不佳，具備超音速飛行能力的雅克-141直至蘇聯解體也未能量產服役，所以該艦扣除艦上武裝以後實際上形同一艘直升機航母，不計飛機的話相當於一艘飛彈巡洋艦，使得本級艦儘管作戰半徑範圍內擁有強大火力，但有效作戰半徑卻遠遜於同時代的美國海軍航母。

## 艦歷

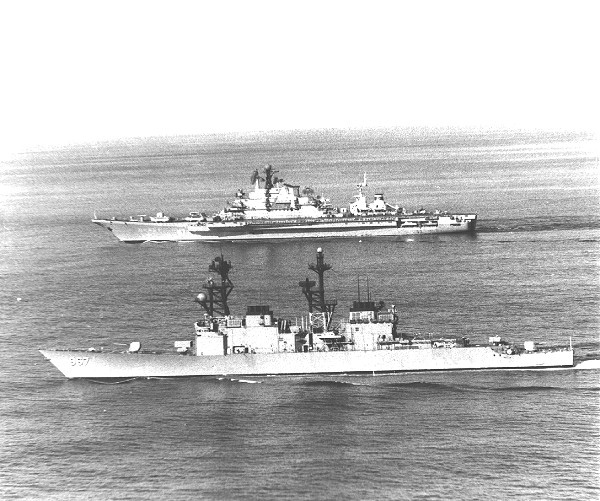
1979年太平洋巡航中的明斯克號航艦（圖中上方），下方的是跟踪其航跡的美軍驅逐艦艾略特號（USS Elliot DD-967）

### 蘇聯海軍時代
1972年12月28日，在烏克蘭尼古拉耶夫黑海船廠開工建造，1975年9月30日航艦下水，1978年9月27日完工即服役，1979年被調到太平洋艦隊作該艦隊之旗艦，母港设在海参崴。1982年與當年新服役的同型艦新羅西斯克號等艦艇組成的兩支航艦戰鬥群，是蘇聯在西太平洋海域的主要威懾力量。這兩艘航艦在服役期間長期巡弋於對馬海峽等日本列島周邊海域，也多次進行大規模軍事演習，在日本媒體中擁有很高的曝光度，當年的一段時間裏在日本國內曾經引發過「蘇聯威脅論」的論調。

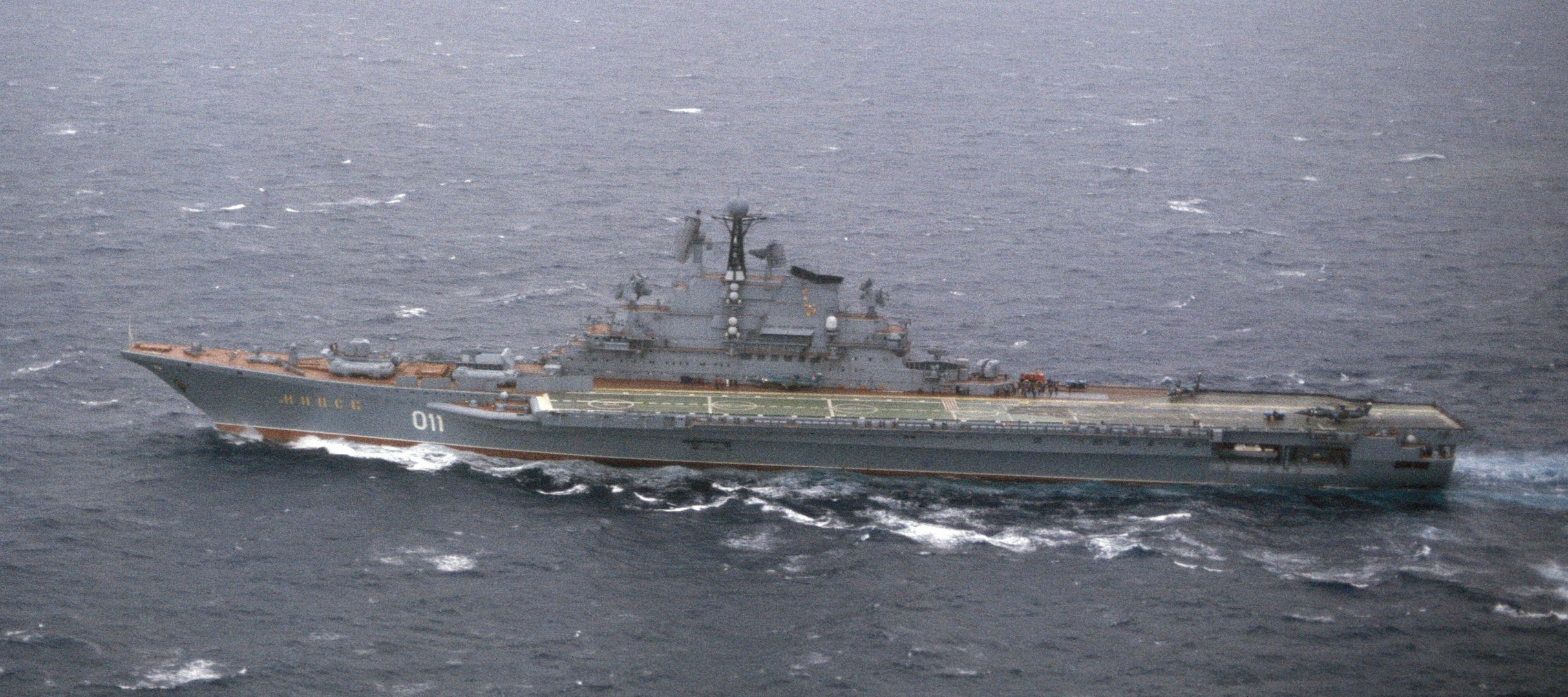
被美軍拍攝到的明斯克號

明斯克號剛進入蘇聯太平洋艦隊服役之初，剛好是中越戰爭爆發，蘇聯為支援越共政權，與越南簽訂25年的無償租借協議租借金蘭灣軍事基地，以便控制東南亞地區，還特意在1980年將這艘最新服役的大型軍艦部署於南中國海上，1982年明斯克號出航印度洋時也以此為前哨基地。1984年，明斯克號攜亞歷山大·尼古拉耶夫號兩棲登陸艦來到越南，並且該兩棲登陸艦交由越南人民軍指揮。

### 後蘇聯時代的一波三折

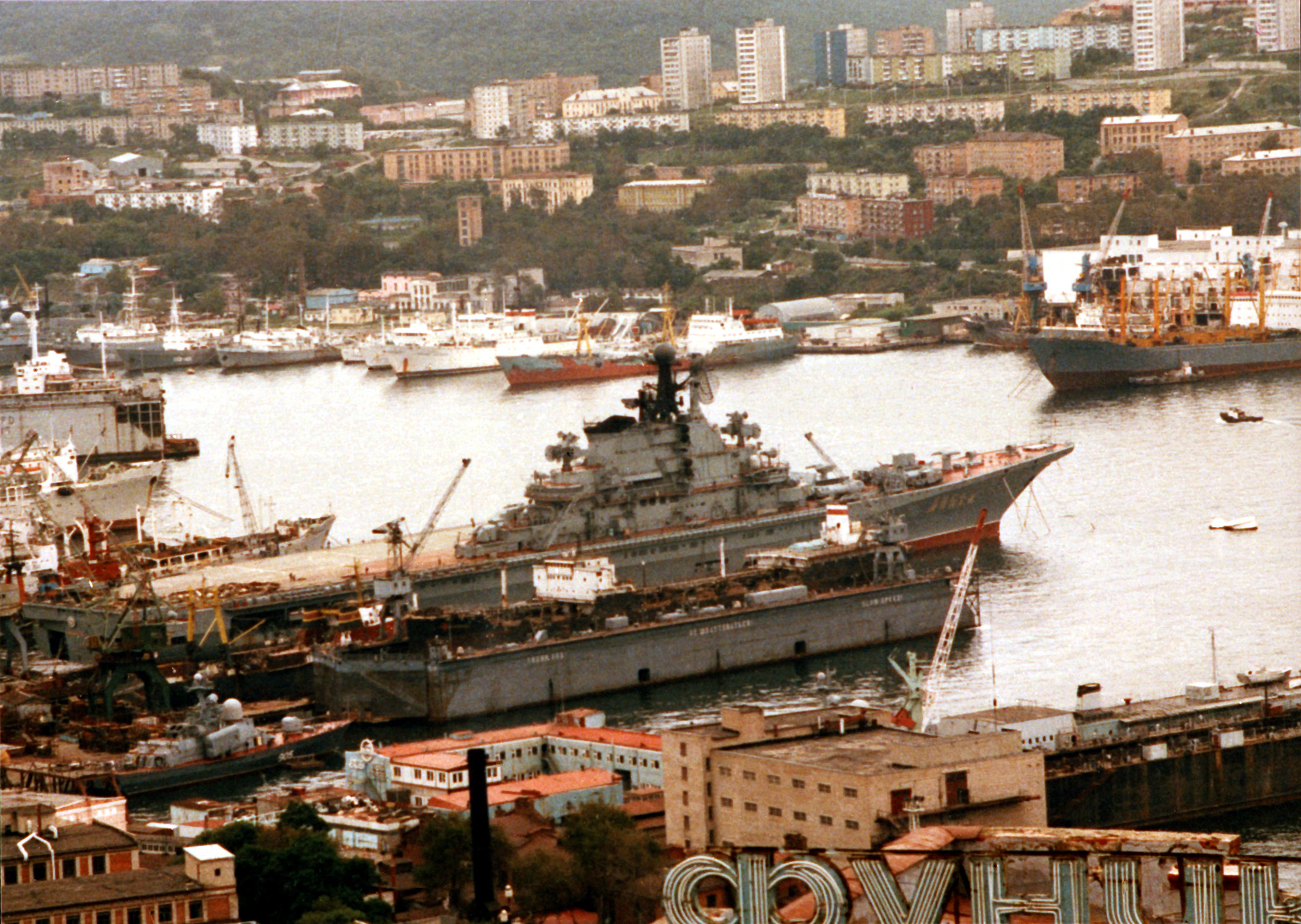
1990年於海參崴軍港的明斯克號

1991年蘇聯解體後，在蘇聯資產的分割中，該艦與新羅西斯克號一起由俄羅斯另立的俄羅斯海軍接手，隸屬於俄羅斯太平洋艦隊。不過，限于蘇聯解體後的俄國的經濟、財政狀況不佳，由於缺乏必要的保養工作而接連發生多起機械事故和火災，在海參崴軍港，對航艦的小修小補也許還能勝任，但是對於整艦的修整，只有在新獨立的烏克蘭所擁有的尼古拉耶夫黑海造船廠才具備此條件，因此也就沒有進行相關的修繕工作，所以明斯克號便長期停放海參崴軍港中，最後於1993年從俄國海軍退役。
1995年底，明斯克號及其姐妹舰新罗西斯克号作為廢鋼被出售给韩国大宇集团，新罗西斯克号航艦於1997年在浦項市被拆毁，而面臨被拆解的明斯克號航艦，卻幸運地在即將進入拆船廠前被買走，並且日後船體也得以保留作它用。

## 退役後

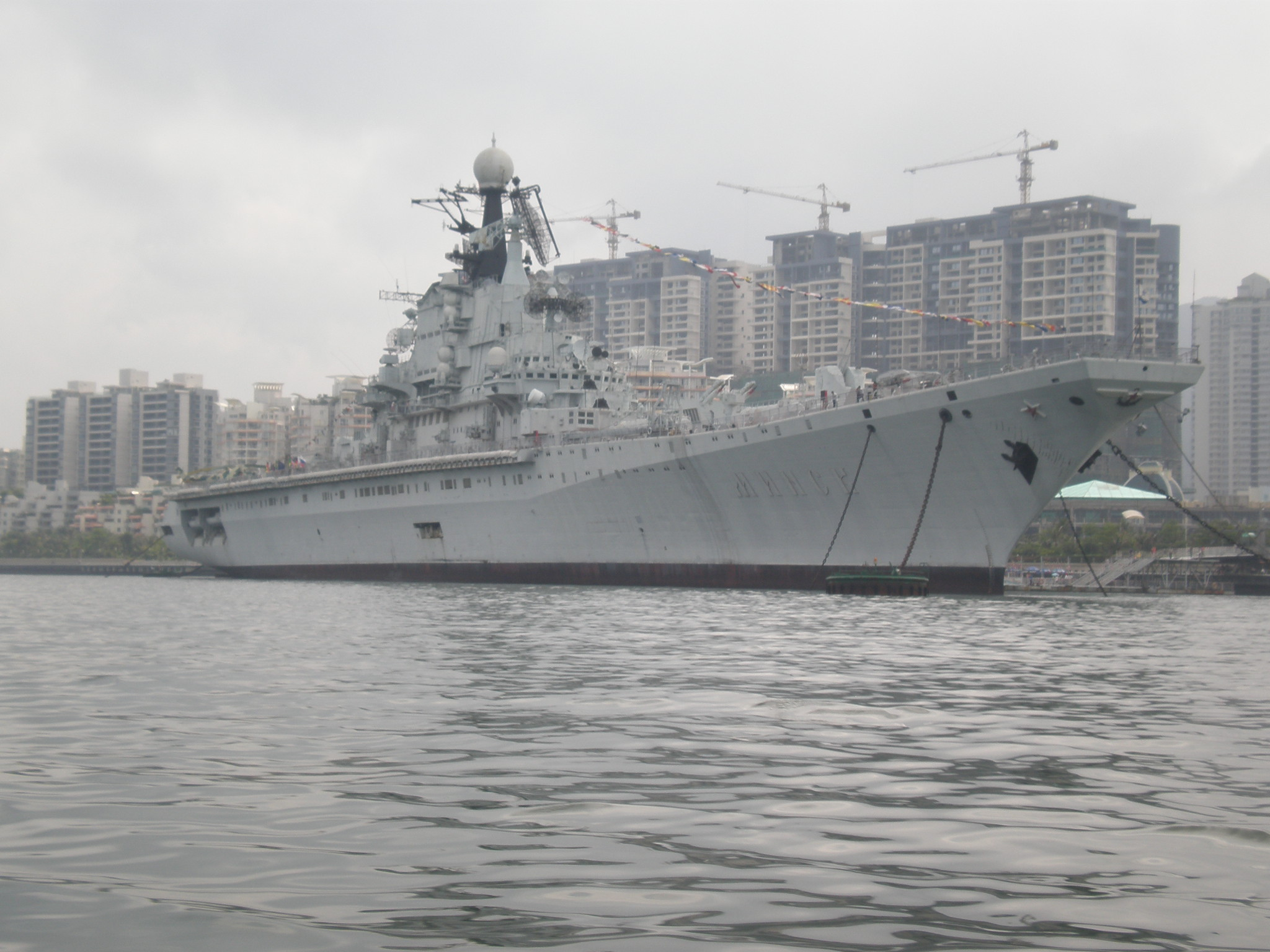
2008年停泊於深圳的明斯克號，此時已是浮動海上主題公園

### 輾轉深圳
1998年，明斯克號即將拆解時，被中國大陸廣東深圳的一家名為「深圳市明斯克航母实业有限公司」的公司看上，後來被從大宇集團手上以530萬美元買下並立即從麗水港啟程，由「穗救201」號拖船拖行至廣東，預備改建成軍事主題公園。而本艦在出售予大陸商人前，螺旋槳被切割並被放置在飛行甲板上，艦上裝備不是被拆除就是被破壞，引擎被爆破破壞，輪機艙不少地方更被水泥灌封，完全喪失作為作戰艦艇的功能而只能另作它用，相比後來被運抵天津的同型艦基輔號，完整度要低得多。
在1998年9月，航艦在拖船的牽引下抵達广东东莞沙田港，1999年8月拖至广州文冲船厂，正式进行修整与改造。經過有高度限制的虎門大橋前，採取了用壓艙物增加艦體吃水、減少艦體浮在水上的高度的方法以通過大橋。由於缺乏對航母一類的大型軍艦的修整經驗，加上缺少航艦的圖紙，業主聘請了大批有大型船隻施工經驗的工程師、技術工人等對其船體結構進行摸底調查研究，並對日後上艦進行施工作業的工人進行了為期3個月的培訓工作。後來的施工中，航艦原有的水電氣設施被重建，原有的這些基礎設施因被嚴重破壞而缺乏修復價值而被丟棄，故很多部件也不是原裝，而是仿製改裝上去的。1999年11月3日在文冲船厂修船码头1号泊位进行改装期间6甲板机房发生了火灾，隨後被撲滅，疑為焊接操作時的火花點燃了易燃物。至2000年重大修整完成時，艦上仍有部分艙室沒有被開發，直至2010年才短時間開放了一小部分未開發艙室予少量遊客參觀。
2000年初，修整一新的明斯克號航艦從廣州出發，被拖往深圳鹽田沙頭角海岸前香港水域的預定泊位，可滿足抵禦12級風力的要求，同年5月，該公園面對公眾開放，是為明斯克航母世界。儘管艦體不再具備作戰能力而且已變成浮動博物館，本艦與基輔號被中國商家購入後，仍然引起了中國軍方對航母的研究興趣。
公園運營期間也見證了運營方多次轉手的歷史，最初由明斯克航母實業的母公司德隆公司轉手至中信集團（2006年），到深圳南宇投资（2010年），再到大連永嘉實業（2013年）。第一次在華易主是原航母業主的其它投資失敗，第二次及第三次易主是中信集團為取得航母租賃用地。然而與傳言截然相反的是，事實上航母世界本身的運營沒有困難，交易期間觀光事業並沒受到太大影響，財務狀況亦無短絀不良，工作人員也沒有大規模調動的情況，遊客流量也沒有出現下降的情況，甚至在航母世界結束營業前，遊客仍然無間斷，而16年間航母也照樣每年進行例行檢查以及原地小修整工作。

### 再度出售
在沙頭角海岸歷經16年風雨，明斯克航母世界的業主因與房地產開發商万科的用地糾紛，在2016年1月農曆新年後結束營業。而本艦也在2016年4月3日，被業主組織拖船拖往舟山船廠進行整修維護，為期約一年。儘管深圳市市長曾出面請求航母業主把修整完成的艦體留在深圳，但本艦在修整完畢以後，業主已計劃航艦將在江蘇南通落戶，停泊點位於蘇通長江公路大橋北岸附近，另立新的軍事主題公園。南通明斯克航母世界计划分两期开发，总投资共约100亿元。一期开发主题为航母世界，其中包括航母公园、大型水秀舞台剧、玛丽莲梦露广场；二期开发主题为梦幻世界，打造全世界最大的体验式梦幻乐园。一期项目即航母世界原计划2017年开业，但一直推进缓慢。被怀疑已被烂尾弃置。
2024年8月16日16时许，明斯克号在拆除改造时再度发生火灾。当日白天时仅冒出浓烟，至夜间甲板上已出现明火。17日时明火被扑灭，但仍有濃煙，隨後的空拍圖顯示，舰桥前部已被严重烧毁坍塌，可看到部分船身內部。當地警消單位通報，位於蘇錫通園區長江邊的一艘廢舊航母在拆除改造時意外起火。所幸事件無人傷亡。鑑於結構修復的成本，是否完全报废拆解引人关注。

## 衍生文化
在冷战时期，作为前苏联海军太平洋舰队旗舰的明斯克号航空母舰相当出名，在20世纪80年代日本人久留岛龙夫写了一本假想第三次世界大战的幻想小说《明斯克号出击》, 在这本小说里，明斯克号航空母舰戰沉。除此以外，明斯克號航艦在《愛國戰隊大日本》以及《沉默的艦隊》中也有登場。